# Ратленд (Вермонт)
Ра́тленд — город в округе Ратленд, штат Вермонт, США. Окружной центр
По данным переписи населения 2000 года население города составило 17,292 человек. Ратленд расположен приблизительно в 110 км (70 милях) к северу от границы с Массачусетсом и в 48 км (30 милях) к востоку от границы штата Нью-Йорк. Ратленд — второй по численности населения город Вермонта.
Ратленд полностью окружен Ратленд-тауном (town of Rutland), который является отдельным муниципалитетом. Центральная часть города входит в качестве исторического района (а historic district) в Национальный реестр исторических мест США.

## Культура
В историческом центре расположена 

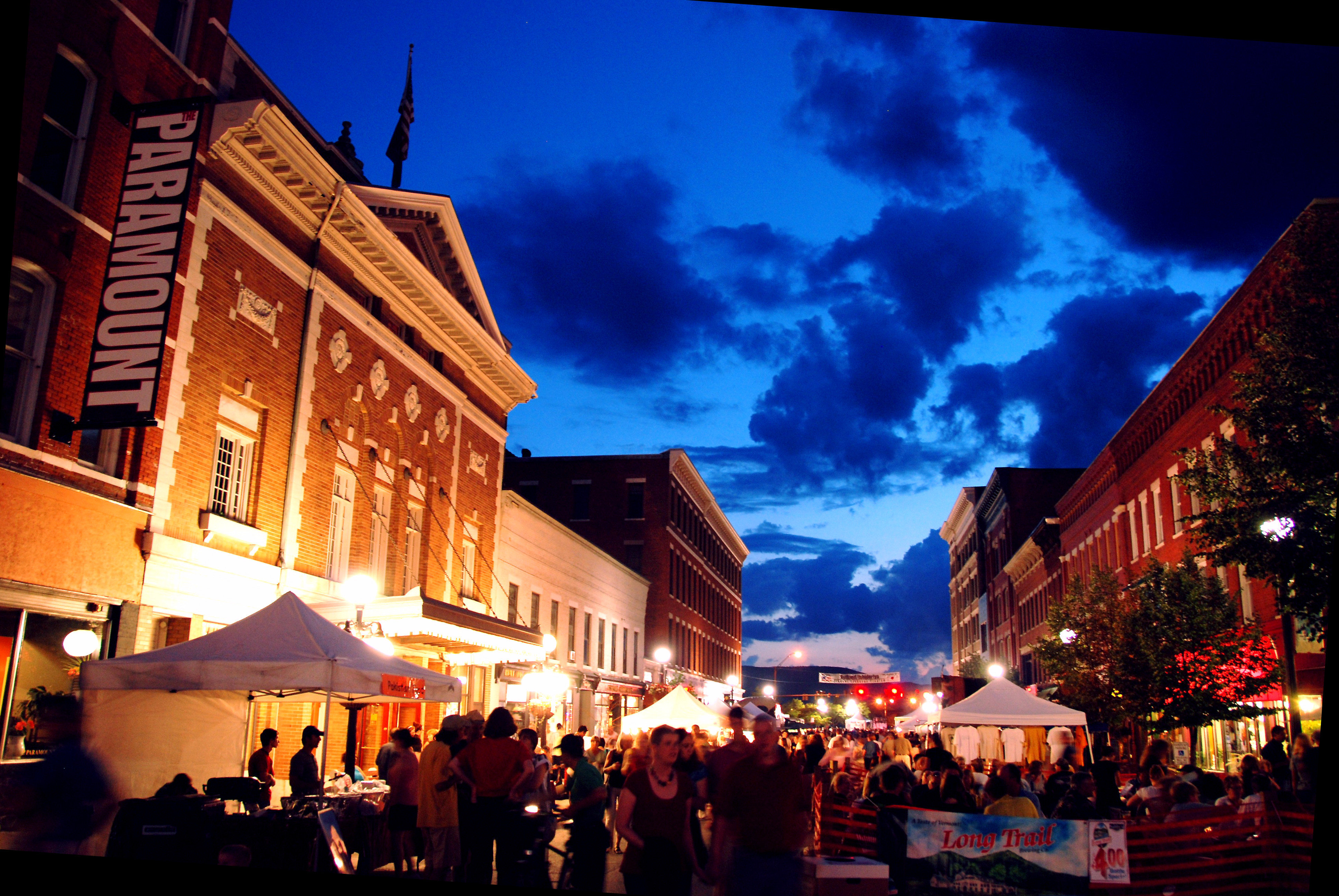
Ethnic Festival in 2008

Свободная библиотека Ратленда (Rutland Free Library), 
театр Парамаунт (the Paramount Theater) и Купеческий Ряд (Merchant's Row), датируемых серединой 1800-х годов (a restored street dating back to the mid 1800s). 108 зданий в центре Ратленда включены в Национальный реестр исторических мест США. Также в Ратленде расположен Pine Hill Park (парк Сосновых гор) являющийся местом пеших и велосипедных (на горных велосипедах) прогулок и иных активных видов отдыха, пролощадь парка  111 га (225 акров). При входе в парк расположен Flip Side Skatepark, управляемый муниципалитетом. 
Rutland is host to summer events: Art In The Park and Friday Night Live, the Ethnic Festival, a Farmer's Market in downtown Rutland's Depot Park, and the Summer Concert Series.
Парад на Хеллоуин (en:Rutland Halloween Parade) проводится в Ратленде ежегодно с 1960 года.
Ярмарка штата Вермонт (Vermont State Fair, см. ярмарка штата) проводится на ярмарочной площади штата.

## Образование
Средние (бесплатные) школы управляются en:Rutland City School District. В городе также расположены en:Rutland High School и 4 middle and elementary schools. К ведению окружного управления также относится  en:Stafford Technical Center

## СМИ
The Rutland Herald является городской новостной газетой.
В Ратленде принимаются пять радиостанций: 94.5 WDVT, 97.1 WZRT, 98.1 WJJR,  105.3 WJEN и 1380 AM WSYB.

## Медицина
В региональном медицинском центре Ратленда, втором по оборудованности в Вермонте - 188 койко-мест в стационаре и 120 медицинских работников (physicians).

## Города-побратимы
Ishidoriya, Япония, префектура Иватэ

## Галерея

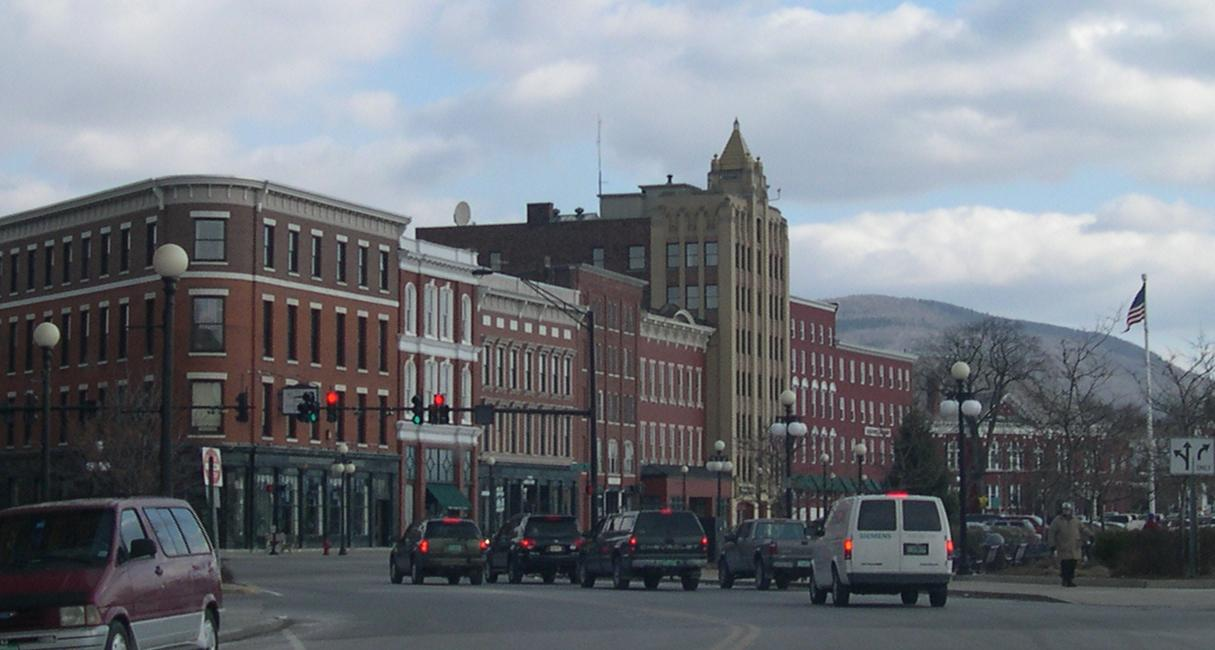
Исторический центр города
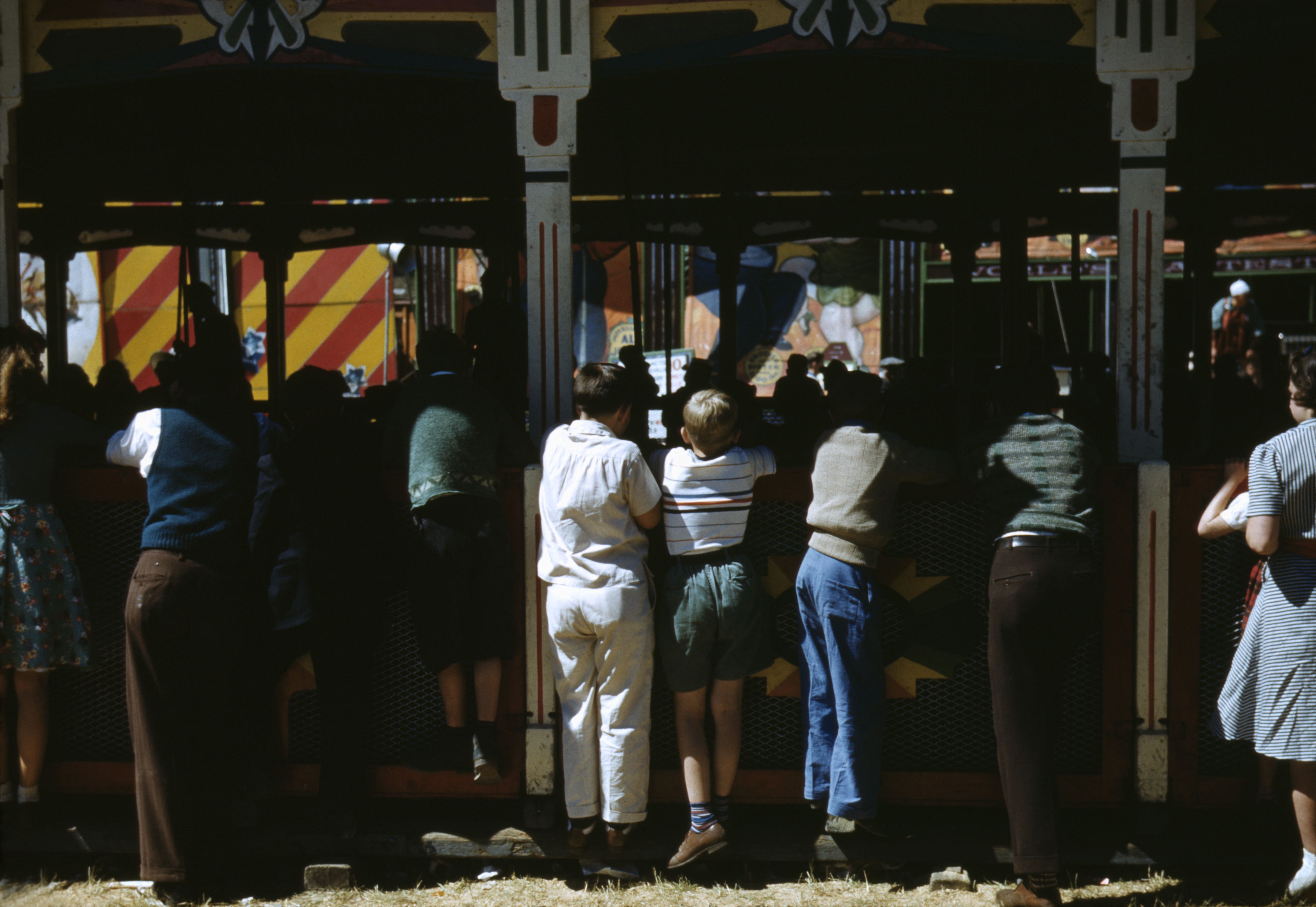
На Ратлендской ярмарке штата, Ратленд, 1941, Джек Делано

## Факты
13 октября 1947 года в городе останавливался Американский поезд свободы.